# The Mystery of Temple Court
The Mystery of Temple Court er en amerikansk stumfilm fra 1910.